# Pycnaxis truciformis
Espèce
Synonymes
- Oxyptila truciformis Bösenberg & Strand, 1906
- Takachihoa truciformis (Bösenberg & Strand, 1906)
- Xysticus nebulo Simon, 1909

Pycnaxis truciformis est une espèce d'araignées aranéomorphes de la famille des Thomisidae.

## Distribution
Cette espèce se rencontre au Japon, en Corée du Sud, à Taïwan et en Chine.

## Description

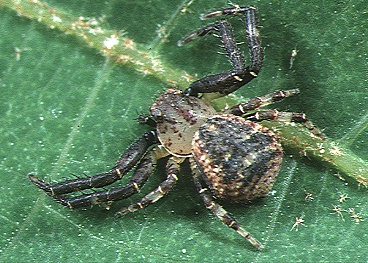
Pycnaxis truciformis ♀

La femelle holotype mesure 3,3 mm.

## Publication originale
- Bösenberg & Strand, 1906 : Japanische Spinnen. Abhandlungen der Senckenbergischen Naturforschenden Gesellschaft, vol. 30, p. 93-422 (texte intégral).